# ماركوس دي جوزيبي
ماركوس دي جوزيبي هو لاعب كرة قدم برازيلي، ولد في 12 مارس 1972 في ريجيسترو في البرازيل. لعب مع سبورت بويز ونادي ريد بل سالزبورغ ونادي سبورتينغ كريستال ونادي سندرلاند ونادي والسول ونادي يونيفرسيتاريو.

## وصلات خارجية
- ماركوس دي جوزيبي على موقع قاعدة بيانات كرة القدم.إي يو (الإنجليزية)
- ماركوس دي جوزيبي على موقع Soccerbase.com (لاعب) (الإنجليزية)
- ماركوس دي جوزيبي على موقع عالم كرة القدم.نت (الإنجليزية)